# 疏穗竹叶草
疏穗竹叶草（学名：Oplismenus patens）为禾本科求米草属下的一个种。种名patens意为伸展的。